# Ulrich Zimmerli
Ulrich Zimmerli (Thun, 2 juli 1942) is een Zwitsers hoogleraar en politicus voor de Zwitserse Volkspartij (SVP/UDC) uit het kanton Bern.

## Biografie
Ulrich Zimmerli behaalde in 1978 een doctoraat in de rechten aan de Universiteit van Bern. Van 1979 tot 1986 was hij docent en vervolgens van 1987 tot 2005 gewoon hoogleraar publiekrecht aan dezelfde universiteit. Hij zetelde van 30 november 1987 tot 5 december 1999 in de Kantonsraad, waarvan hij van 1 december 1997 tot 29 november 1998 voorzitter was.

## Werken
- (de)  Versetzungsfreies Galliumarsenid, Institut Battelle, 1968, 57 p.
- (de)  Bern und Europa aus aktueller politischer und rechtlicher Sicht, 1991.
- (de)  Das neue bäuerliche Bodenrecht: Die Grundzüge der Gesetzesrevision, 1993.
- (de)  Droit administratif bernois, Geiger, 1993, 223 p.
- (de)  NPM und die Rolle des Parlaments, 1998.
- (de)  Bernisches Verwaltungsrecht, Geiger, 1999, 400 p.
- (de)  Parlamentarische Oberaufsicht im 21. Jahrhundert, Schweizerische Akademie der Geistes- und Sozialwissenschaften, 2008, 44 p.
- (de)  Allgemeines Verwaltungsrecht, Stämpfli, 2014, 679 p. (samen met Pierre Tschannen en Markus Müller).